# Мидовая кислота
Мидовая кислота — относится к ω-9-ненасыщенным жирным кислотам, названа в честь первооткрывателя Джеймса Мида. Как и все омега-9-ненасыщенные жирные кислоты, мидовая кислота образуется de novo в организмах животных и человека.

## Физико-химические свойства
Мидовая кислота представляет собой бесцветную или слегка желтоватую маслянистую жидкость, плохо растворимую в воде, хорошо в органических неполярных растворителях — в бензоле, гексане, хуже в ацетоне, этаноле и эфире. Пары мидовой кислоты огнеопасны.